# Den Arabiske Liga
Den Arabiske Liga (arabisk: جامعة الدول العربية) er en organisation for arabiske stater. Ligaen arbejder bl.a. for samarbejde inden for det økonomiske område, handel, kommunikation, kultur, sundhedsvæsen, samt hævdelse af medlemslandenes uafhængighed og suverænitet. Den arbejder herudover for anerkendelse af Palæstina som selvstændig stat.
Den Arabiske Liga blev grundlagt den 22. marts 1945 af syv lande. Ligaens målsætning er at:
Tjene det fælles bedste for alle arabiske lande, sikre bedre forhold for alle arabiske lande, garantere fremtiden for alle arabiske lande og opfylde håbene og forventningerne for alle arabiske lande.
Ligaens generalsekretær er ægypteren Amre Moussa.

## Medlemslande
De nuværende medlemmer af den Arabiske Liga er (med indtrædelsesdato):
- Irak – 22. marts 1945 (Grundlægger)
- Jordan – 22. marts 1945 (Grundlægger)
- Libanon – 22. marts 1945 (Grundlægger)
- Saudi-Arabien – 22. marts 1945 (Grundlægger)
- Syrien – 22. marts 1945 (Grundlægger) (suspenderet pr. november 2011 i forbindelse med oprøret i Syrien)
- Egypten – 22. marts 1945 (Grundlægger) (udelukket fra 1979 til 1989)
- Yemen – 5. maj 1945 (Grundlægger)
- Libyen – 28. marts 1953 (suspenderet pr. februar 2011 i forbindelse med oprøret i Libyen[1])
- Sudan – 19. januar 1956
- Marokko – 1. oktober 1958
- Tunesien – 1. oktober 1958
- Kuwait – 20. juli 1961
- Algeriet – 16. august 1962
- Forenede Arabiske Emirater – 12. juni 1971
- Bahrain – 11. september 1971
- Qatar – 11. september 1971
- Oman – 29. september, 1971
- Mauretanien – 26. november 1973
- Somalia – 14. februar 1974
- Palæstina – 9. september 1976 (repræsenteres af PLO)
- Djibouti – 9. april 1977
- Comorerne – 20. november 1993